# Remijia vaupesiana
Remijia vaupesiana är en måreväxtart som beskrevs av Julian Alfred Steyermark. Remijia vaupesiana ingår i släktet Remijia och familjen måreväxter. Inga underarter finns listade i Catalogue of Life.